# Municipio de Round Grove (Illinois)
El municipio de Round Grove (en inglés: Round Grove Township) es un municipio ubicado en el condado de Livingston en el estado estadounidense de Illinois. En el año 2010 tenía una población de 371 habitantes y una densidad poblacional de 3,95 personas por km².

## Geografía
El municipio de Round Grove se encuentra ubicado en las coordenadas 41°4′5″N 88°18′20″O / 41.06806, -88.30556. Según la Oficina del Censo de los Estados Unidos, el municipio tiene una superficie total de 93.84 km², de la cual 93,84 km² corresponden a tierra firme y (0 %) 0 km² es agua.

## Demografía
Según el censo de 2010, había 371 personas residiendo en el municipio de Round Grove. La densidad de población era de 3,95 hab./km². De los 371 habitantes, el municipio de Round Grove estaba compuesto por el 97,3 % blancos, el 0,54 % eran afroamericanos, el 0,27 % eran asiáticos, el 1,08 % eran de otras razas y el 0,81 % eran de una mezcla de razas. Del total de la población el 1,35 % eran hispanos o latinos de cualquier raza.